# Портной

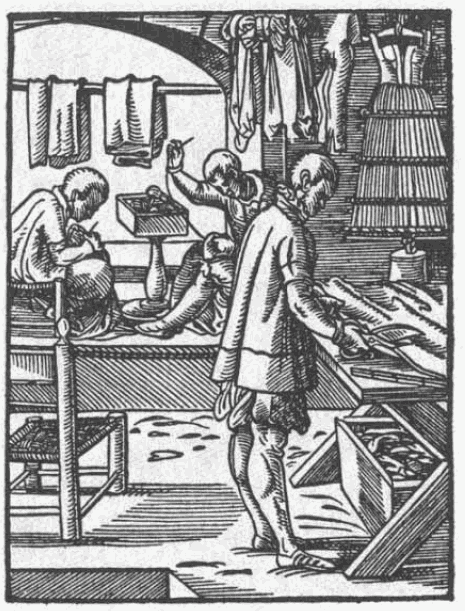
Портные на литографии 1568 года

Портно́й (от др.-рус. порть «нарез, кусок ткани», одежда) устар. швец, швея — ремесленная профессия по изготовлению одежды из текстильных полотен. В задачи портного входит раскраивание ткани (кравец) на детали кроя и соединение их в готовое изделие. Используются также различные вспомогательные материалы, в частности, флизелин. Рабочими инструментами портного издревле являются игла, напёрсток, ножницы. С XIX века для сшивания деталей одежды используется швейная машина.

## Описание

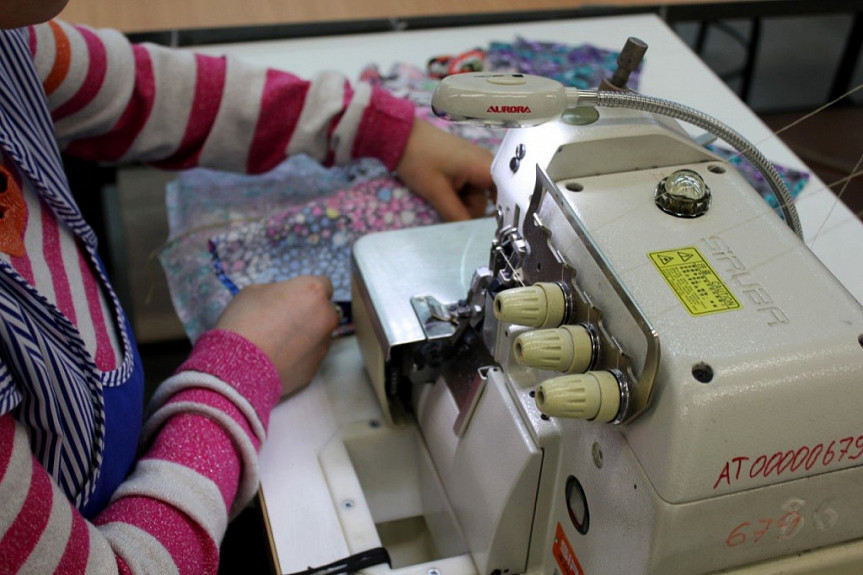
Швея за работой. Бурятия, Россия

Портной отличается от швеи более высокой квалификацией, он может сшить изделие от начала и до конца, включая раскрой изделия по готовым лекалам, перенос меловых линий, дублирование прокладочными материалами, разметку контрольных линий и знаков и прочие операции, тогда как швея специализируется на выполнении какой-то одной операции швейного производства — например, обрабатывает все детали или только определённый узел швейного изделия на швейной машине (швея-мотористка).
Как правило, портной работает в ателье по ремонту и пошиву одежды по индивидуальным заказам, а швея — в условиях массового, поточного производства на фабрике, где все операции швейного процесса чётко распределены между работниками.

## Оборудование, инструменты и приспособления портного
| Название                                               | Описание и назначение |
| ------------------------------------------------------ | --- |
| Швейная машина                                         | Ниточное соединение деталей кроя |
| Оверлок                                                | Обмётывание срезов деталей кроя |
| Ручные швейные иглы                                    | Ниточное соединение деталей кроя, пришивание фурнитуры (пуговиц и др.), обмётывание петель |
| Напёрсток                                              | Защита пальца от прокола при проталкивании иглы в ткань |
| Ножницы                                                | Раскраивание ткани на детали кроя, подрезка деталей, простановка надсечек |
| Сантиметровая лента                                    | Измерение длины, снятие мерок с заказчика |
| Булавки                                                | Временное закрепление деталей кроя друг с другом, копирование меловых линий |
| Распарыватель                                          | Обрезка ручных или машинных стежков |
| Колышек                                                | Выправление углов при вывёртывании обрабатываемого узла изделия |
| Мел, мыло (заточенные)                                 | Простановка разметочных линий и знаков |
| Линейка, угольник, лекала                              | Измерительный и разметочный инструмент |
| Меловая доска, резец                                   | Копирование разметочных линий на симметричных (спинка и др.) и парных (рукава и др.) деталях кроя                                                                                                |
| Утюг, утюжильный стол                                  | Влажно-тепловая обработка (ВТО) деталей кроя и изделия, дублирование деталей кроя прокладочными клеевыми материалами                                                                             |
| Проутюжильник                                          | Тонкая хлопчатобумажная или льняная ткань, используемая при ВТО для защиты обрабатываемой ткани от опала (прожигания) и ласов (блеска). Влажный проутюжильник используется для отпаривания ткани |
| Пульверизатор                                          | Увлажнение ткани при отпаривании |
| Фигурные колодки (рукавная платформа и др.), подушечки | ВТО обрабатываемых узлов изделия и изделия в готовом виде |
| Одёжная щётка                                          | Очистка готового изделия перед ВТО от меловых линий и производственного мусора |
| Манекен                                                | Проверка посадки изделия на фигуре, примерка изготавливаемого изделия |
| Тележка                                                | Временное хранение деталей кроя и полуфабрикатов изделия |
| Вешалка-«плечики» и кронштейн для неё                  | Хранение готового изделия |